# Bagnolo del Salento
Bagnolo del Salento là một đô thị và thị xã của Ý. Đô thị này thuộc tỉnh Lecce trong vùng Apulia. Bagnolo del Salento có diện tích 6 km2, dân số theo ước tính năm 2010 của Viện thống kê quốc gia Ý là 1880 người. 
Các đơn vị dân cư:
Đô thị Bagnolo del Salento giáp với các đô thị: Cannole, Castrignano de' Greci, Cursi, Maglie, Palmariggi.